# Aeroporto de Zalingei
O Aeroporto de Zalingei é um aeroporto que serve a cidade de Zalingei, em Darfur Central, Sudão.

## Acidentes e incidentes
- Em 11 de novembro de 2010, um Antonov An-24 da Tarco Airlines em um voo de Cartum caiu e pegou fogo na pista ao pousar. Duas das 44 pessoas a bordo morreram.[2]